# 2020年東京パラリンピックのモンテネグロ選手団
2020年東京パラリンピックのモンテネグロ選手団は、2021年8月24日から9月5日まで日本の東京で開催された2020年東京パラリンピックモンテネグロ選手団の名簿。

## 選手団
- 人員: 選手 5人
- 開会式旗手: フィリプ・ラドヴィッチ、マリヤナ・ゴラノヴィッチ

## 種目別選手・スタッフ名簿及び成績

### 陸上
- ミロシュ・スパイッチ
  - （男子砲丸投 F11）
- マリヤナ・ゴラノヴィッチ
  - （女子砲丸投 F41）
  - （女子円盤投 F41）

### 競泳
- イリヤ・タディッチ
  - （男子50m自由形 S9）

### 卓球
- フィリプ・ラドヴィッチ
  - （男子シングルス C10）： 銅メダル
- ルカ・バキッチ
  - （男子シングルス C10）
- フィリプ・ラドヴィッチ、ルカ・バキッチ
  - （男子団体 C9-10）